# Jón Arason
Jón Arason (ur. 1484, zm. 7 listopada 1550 w Skálholcie) – islandzki duchowny katolicki, biskup Hólaru, poeta, uznawany za bohatera narodowego. Wyświęcony około 1504. Został biskupem diecezji hólarskiej około 1524. Przeciwstawił się narzuconemu w 1536 przez Duńczyków luteranizmowi i wszczął antyduńskie powstanie. Pokonany został przez Daðiego Guðmundssona w bitwie pod Sauðafell 2 października 1550 roku i ścięty wraz z 2 synami w Skálholcie. W ciągu roku 14 mężczyzn związanych z jego egzekucją zostało skrytobójczo zamordowanych.